# Indigofera longimucronata
Indigofera longimucronata är en ärtväxtart som beskrevs av Baker f. Indigofera longimucronata ingår i släktet indigosläktet, och familjen ärtväxter. Inga underarter finns listade i Catalogue of Life.